# 馬里蘭州議會大廈
馬里蘭州議會大廈（英語：Maryland State House）位於美國馬里蘭州首府安那波利斯。這棟建築物是全美連續作為議會大廈中歷史最長久的一棟，可追溯到1772年，是马里兰州议会，以及马里兰州州长和副州长的办公室的所在地。其木製圓頂亦是全美最大且未使用一個釘子的穹頂。現存的建築物於1968年被列為美國國家歷史地標之一。這是在同一地點上的第三座州議會大廈。
自1783年11月26日至1784年6月3日之間，安納波利斯是美國的首府所在處。邦聯議會本來打算永遠的定都於安納波利斯，但在後來才改至華盛頓特區。
在1783年12月23日時，喬治·華盛頓在馬里蘭州議會參議院內光榮的辭去他美國大陸軍隊總指揮官的職位，而結束美國獨立戰爭的巴黎条约 (1783年)也是在此處由當時的國會於1784年1月14日正式通過。
馬里蘭州議會大廈是在1772年開始建造，但是因為革命戰爭的關係，一直拖到1779年才完工。它是由喬瑟夫·安德森所設計的，其巨大的圓頂上有著依照避雷針的發明者班傑明·富蘭克林的原本設計所造的避雷針。
州議會大廈是由州議會信託基金會所管理，這是一個於1969年創立的基金會，其主要管理者為前任馬里蘭州副州長Michael S. Steele。
馬里蘭州的紀念硬幣上的圖案便是馬里蘭州議會的圓頂。

## 外部連結
- Information from the Maryland Archives （页面存档备份，存于）

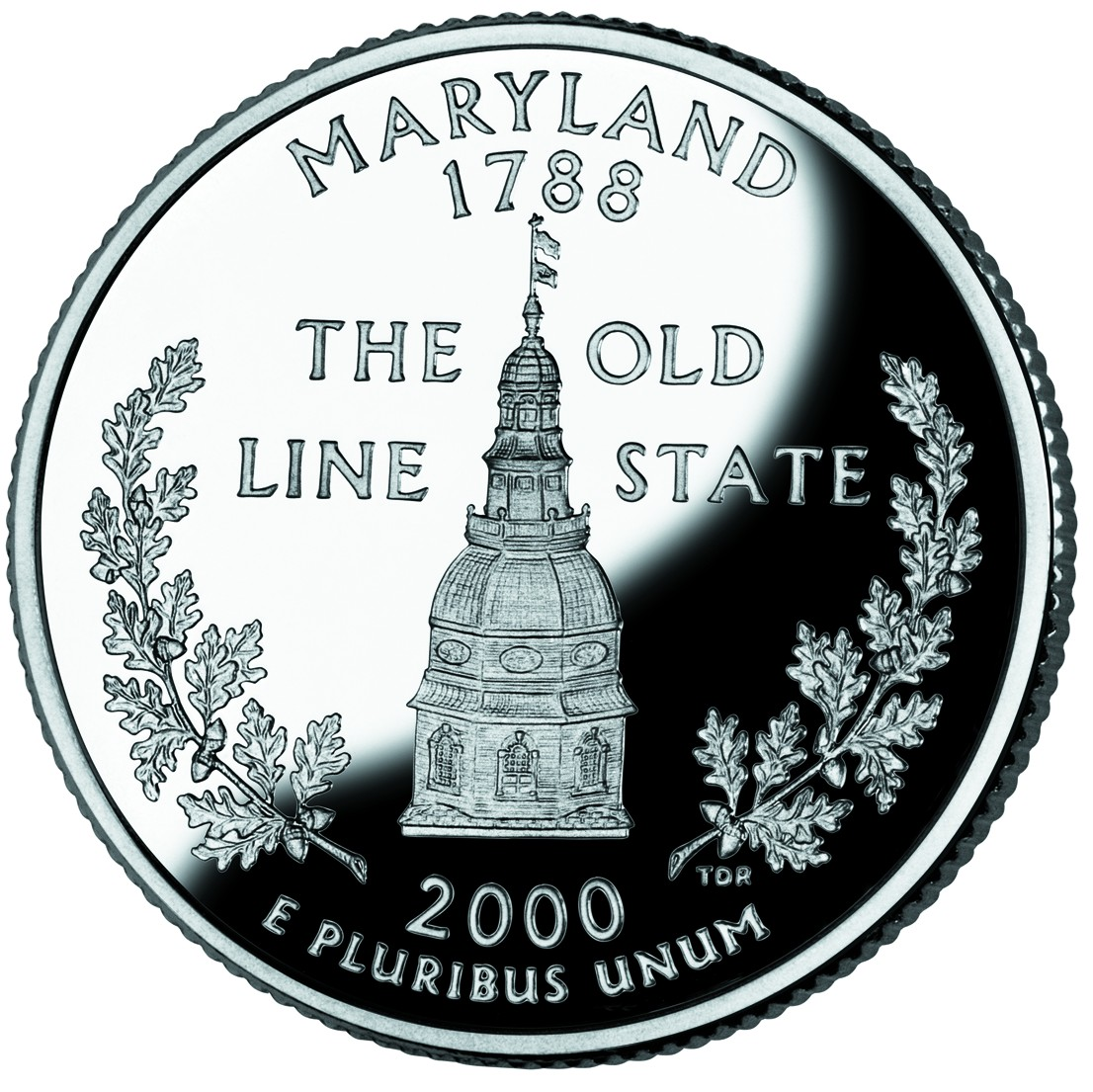
議會大廈的圓頂出現在馬里蘭州紀念硬幣上面。

- The Maryland State House Trust （页面存档备份，存于）
- Information and short history of the state house